# Ye Qiaobo
Ye Qiaobo (chiń. upr. 叶乔波; pinyin Yè Qiáobō; ur. 3 sierpnia 1964 w Changchun) – chińska łyżwiarka szybka, trzykrotna medalistka olimpijska, trzykrotna medalistka mistrzostw świata oraz zdobywczyni Pucharu Świata.

## Kariera
Pierwszy sukces w karierze Ye Qiaobo osiągnęła w 1991 roku, kiedy zdobyła srebrny medal podczas mistrzostw świata w wieloboju sprinterskim w Inzell. W zawodach tych wyprzedziła ją jedynie Niemka Monique Garbrecht, a trzecie miejsce zajęła Christine Aaftink z Holandii. Na rozgrywanych rok później mistrzostwach świata w wieloboju sprinterskim w Oslo sięgnęła po złoty medal. W tym samym roku wystąpiła także na igrzyskach olimpijskich w Albertville, zdobywając srebrne medale w biegach na 500 i 1000 m. Na obu dystansach przegrała tylko z Bonnie Blair z USA. W 1993 roku obroniła tytuł mistrzowski, zwyciężając podczas mistrzostw świata w wieloboju sprinterskim w Ikaho. Ostatni medal wywalczyła na igrzyskach olimpijskich w Lillehammer w 1994 roku, zajmując trzecie miejsce na dystansie 1000 m. Na podium stanęły oprócz niej Bonnie Blair oraz Niemka Anke Baier. Wielokrotnie stawała na podium zawodów Pucharu Świata, odnosząc przy tym trzynaście zwycięstw. Najlepsze wyniki osiągnęła w sezonie 1992/1993, zwyciężając w klasyfikacji końcowej 500 m i trzecie w klasyfikacji 1000 m. W sezonie 1991/1992 w obu klasyfikacjach zajmowała drugą pozycję.